# Moliets-et-Maa
Moliets-et-Maa är en kommun i departementet Landes i regionen Nouvelle-Aquitaine i sydvästra Frankrike. Kommunen ligger i kantonen Soustons som tillhör arrondissementet Dax. År 2022 hade Moliets-et-Maa 1 303 invånare.

## Befolkningsutveckling
Antalet invånare i kommunen Moliets-et-Maa
Referens:INSEE